# Töregene Khatun
Toregene o Turakina (... – 1265) è stata una condottiera mongola.
Fu la Gran Khatun o reggente dell'Impero Mongolo dalla morte di suo marito Ogedei Khan nel 1241, fino alla elezione del suo figlio maggiore Güyük Khan nel 1246.

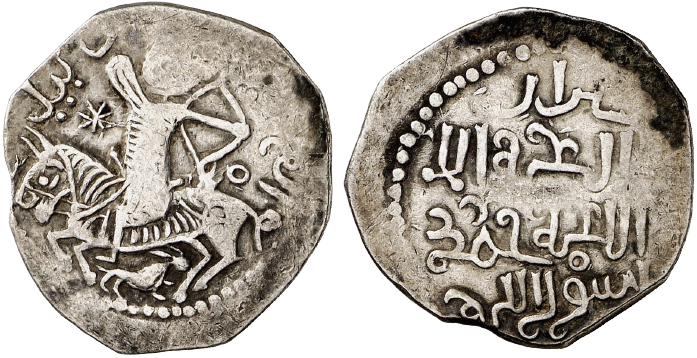
Una moneta probabilmente coniata in Georgia o Azerbaijan durante il regno di Toregene Khatun (1244-1246)

## Contesto
Nata nella tribù dei Naimani, Toregene in un primo momento fu data in moglie a Qudu, nobile del clan Merkit Ma Rashid al-Din Hamadani chiamò il suo primo marito come Dair Usun dei Merkit. Quando Genghis sottomise i Merkit nel 1204, diede Toregene come sua seconda moglie a Ogedei. Mentre la prima moglie di Ogedei non ebbe figli, Toregene diede alla luce cinque figli.
Lei eclissò tutte le altre mogli di Ogedei, aumentando gradualmente la sua influenza fra i funzionari della corte. Ma Toregene mal sopportava i funzionari di Ogedei e la politica di centralizzazione dell'amministrazione e riduzione del carico fiscale. Toregene favorì la ristampa delle canone taoista nel Nord della Cina. Tramite l'influenza di Toregene, Ogedei nominò Abd-ur-Rahman come esattore delle tasse in Cina.

## Gran Khatun dell'Impero Mongolo
Subito dopo la morte nel 1241 di Ogedei, all'inizio il potere passò nelle mani di Moqe, una delle mogli di Gengis Khan, che Ogedei aveva avuto in eredità. Con il supporto di Chagatai e di suo figlio, Toregene assunse il pieno potere come reggente nella primavera del 1242 come Gran Khatun e destituì i ministri del suo defunto marito e li rimpiazzò con i suoi propri, il più importante dei quali era un'altra donna, Fatima, una Tagika o Persiana prigioniera dalla campagna del medio-oriente. Lei era una Musulmana Sciita che deportò il santuario sciita di Meshed in Mongolia
Lei tentò di arrestare molti dei principali ufficiali di Ogedei. Il capo segretario di suo marito, Chingai, e l'amministratore Mahmud Yalavach fuggirono da suo figlio Koden nel nord della Cina, mentre l'amministratore del Turchestani Masud Begh si rifugiò presso Batu Khan in Russia. In Iran Toregene ordinò che Korguz fosse arrestato e consegnato alla vedova di Chagatai, che lui aveva sfidato il Khan di Chagatayid Qara Hulegu lo giustiziò. Toregene nominò come governatore in Persia Arghun Aqa della tribù Oirat
Mise Abd-ur-Rahman come capo della amministrazione generale nel Nord della Cina e Fatima divenne ancora più potente presso la corte mongola. Queste azioni condussero gli aristocratici mongoli in una frenesia di richieste estorsive di entrate.

## Ruolo nelle conquiste Mongole
Toregene aveva relazioni amichevoli con i comandanti degli Ogedei in Cina. I conflitti fra i Mongoli e le truppe Song si svolsero nelle aree della città di Chengdu Toregene inviò i suoi emissari per negoziare la pace, ma Song li imprigionò. I Mongoli catturarono Hangzhou e invasero il Sichuan nel 1242. Lei ordinò a Zhang Rou ed a Chagaan (Tsagaan) di attaccare la Dinastia Song. Quando essi saccheggiarono il territorio Song, la corte Song spedì una delegazione per il cessate il fuoco. Chaagan e Zhang Rou tornarono a nord dopo che i Mongoli accettarono il patto.
Durante il regno di Ogedei il selgiuchide di Rom offrì amicizia e un modesto tributo a Chormaqan. Sotto Kaykhusraw II, comunque i mongoli cominciarono a far pressione sul sultano affinché andasse in Mongolia di persona, desse gli ostaggi e accettasse un darughachi mongolo. Gli assalti Mongoli iniziarono nel 1240. Il sultano selgiuchide Kaykhusraw riunì una grande armata per affrontarli. Al re armeno della Cilicia fu richiesto di produrre 1400 lance e all'imperatore greco di Nicea 400 lance. Entrambi i sovrani incontrano il sultano a Cesarea per negoziare i dettagli. Il Gran Comneno di Trebisonda contribuì con 200, mentre il giovane principe Ayyubid di Aleppo fornì 1000 cavalieri. In aggiunta a questi Waykhusraw comandava le armate Seljud e la cavalleria irregolare turkmena, per quanto entrambe fossero state indebolite dalla ribellione di Baba Ishak. Comunque, Baiju e i suoi ausiliari georgiani li annientarono nella battaglia di Kose Dag nel 1243. Dopo quella battaglia il Sultanato di Rom, l'Impero di Trebisonda e l'Armenia Inferiore velocemente dichiararono uno dopo l'altro la loro fedeltà all'Impero Mongolo governato dal Khatun Toregene.
Le truppe mongole sotto il generale Baiju provarono le forze degli Abbasidi in Iraq e Ayubid governò la Siria dal 1244 al 1246.

## L'incoronazione di Guyuk
Lei esercitò il potere in una società che era tradizionalmente guidata dagli uomini. Riuscì a bilanciare i vari poteri dentro l'impero, e anche all'interno dell'ampia famiglia dei discendenti di Gengis Kan, un periodo di più di 5 anni in cui ella non solo governò l'impero, ma pose le tappe per l'ascesa di suo figlio Guyuk quale Grande Khan. Durante il regno di Teregene i dignitari stranieri dai lontani angoli dell'impero arrivarono alla sua capitale a Karakorum o al suo imperiale campo nomade. Il sultano Seljuk venne dalla Turchia - come fecero i rappresentanti del califfo abbaside in Baghdad. Così fecero i due pretendenti al Trono di Georgia: David Ulu, il figlio illegittimo dell'ultimo re - e David Narin il figlio legittimo dello stesso re. Il delegato europeo di più alta posizione era il padre di Aleksandr Nevskij, gran principe Jaroslav Vsevolodovič di Vladimir e Suzdal', che morì in modo sospetto subito dopo aver pranzato con Toregene Khatun.
I Mongoli praticavano la poligamia. Khan Ogedei aveva quale figlio prediletto Kochu, avuto da un'altra moglie, il cui figlio - di Kochu - Siremus, nominò, a succedergli dopo che suo padre improvvisamente morì in Cina nel 1237. Ma alcune fonti riferiscono che Kochu era un figlio di Toregene e ella non voleva la successione del piccolo Shiremun. Toregene si oppose alla scelta in favore di Guyuk, ma nonostante la sua enorme influenza su di lui, non riuscì a convincere Ogedei a cambiare idea. Lei, comunque raggiunse il suo intento con l'astuzia. Quando i Khan minori la nominarono reggente dopo la morte del marito, lei nominò i suoi favoriti nelle posizioni alte nella famiglia imperiale e con questo iniziò una strategia di successo per innalzare suo figlio Guyuk. Quando Temuge Otchigen, il più giovane fratello di Genghis, raccolse i suoi uomini e tentò senza successo di impadronirsi del trono, Guyuk velocemente andò ad incontrarlo. Toregene organizzò per tenere un Kurultai da detenuto fino a che si fu certi che suo figlio Guyuk fosse favorito dalla maggioranza. Toregene passò il potere su suo figlio Guyuk nel 1246. Si ritirò a ovest negli appannaggi di Ogedei sull'Emil.
Nonostante il suo ruolo nell'assicurare l'elezione di Guyuk come Khagan, i rapporti tra Toregene e suo figlio alla fine crollarono. Il fratello di Guyuk, Koden, accusò Fatima di usare la stregoneria per danneggiargli la salute; quando Koden pochi mesi dopo morì, Guyuk insisté affinché sua madre consegnasse Fatima per l'esecuzione. Toregene minacciò suo figlio Guyuk che si sarebbe suicidata per contrariarlo. Gli uomini di Guyuk sequestrarono Fatima e la misero a morte cucendole tutti gli orifizi e gettandola nell'acqua. Dopo 18 mesi dalla morte di Fatima la stessa Toregene morì in circostanze ancora inspiegabili.